# Linden 3

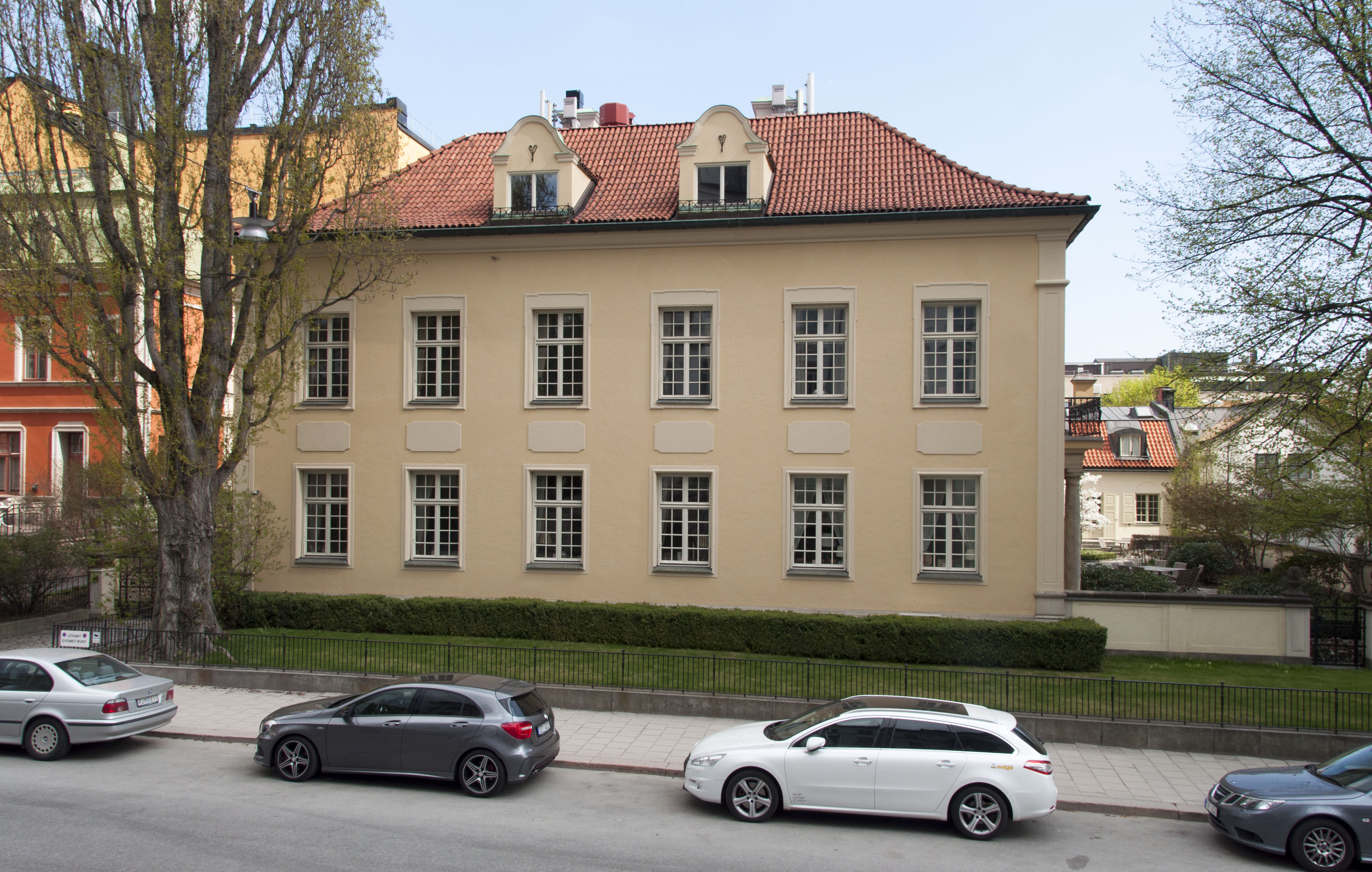
Linden 3

Linden 3 är en fastighet på Villagatan 6 i Villastaden på Östermalm i Stockholms innerstad.
Byggnaden uppfördes ursprungligen 1879 som privatbostad åt konsul Oscar Ekman efter ritningar av Ernst Jacobsson. Villan köptes senare av konsul Erik Brodin, som var skeppsredare och ägare av Erik Brodins Varvs AB i Gävle och av Gefle Porslinsfabrik. Erik Brodin initierade 1917 en total ombyggnad av villan under ledning av arkitekt Ivar Tengbom. 
Under byggnadens sadeltak putsades de tidigare rusticerade murytorna släta i terrasit och fönsterraderna steninfattades med vit kalksten från Ignaberga i Skåne. Huvudingången flyttades från gatufasaden till en med portvalv överbyggd sidogång. Samtidigt revs en äldre köksflygel. En ny uthuslänga uppfördes längs tomtens östra gräns, och bakom en liten mur anlades en rosengård mellan gångar belagda med grova kalkstenshällar i rutmönster. 
Den inre omdaningen var fullständig. Kring ett stort förrum i bottenvåningen och en central, glastäckt trapphall i den övre grupperade sig de flesta av husets 16 rum, med matsal och salong i nedre och vardagsrum och sovrum i övre våningen. Trappans räcken var skurna i ek med figurgrupper av Carl Milles. De finare snickerierna levererades av Enköpings möbelfabriker. I källaren inreddes en välvd pelarförsedd vinstuga, med backanaliska muralmålningar av Filip Månsson och tegelgolv med figurativa inläggningar.
Det Brodinska huset kontoriserades på 1950-talet och är idag huvudkontor åt Axel Johnson Gruppen. Den är blåklassad av Stockholms stadsmuseum vilket innebär att det kulturhistoriska värdet anses motsvara fordringarna för byggnadsminne.

## Bilder

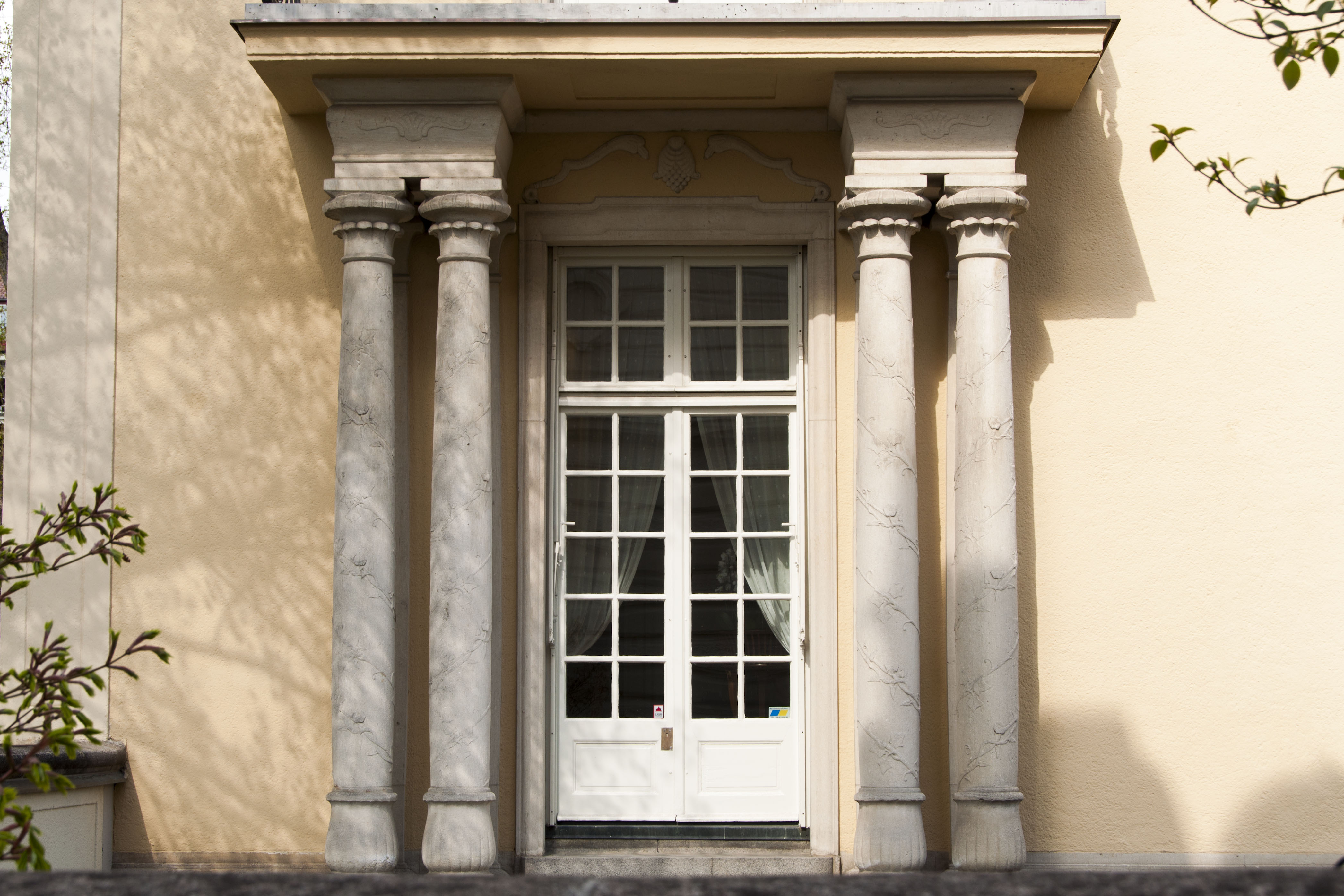
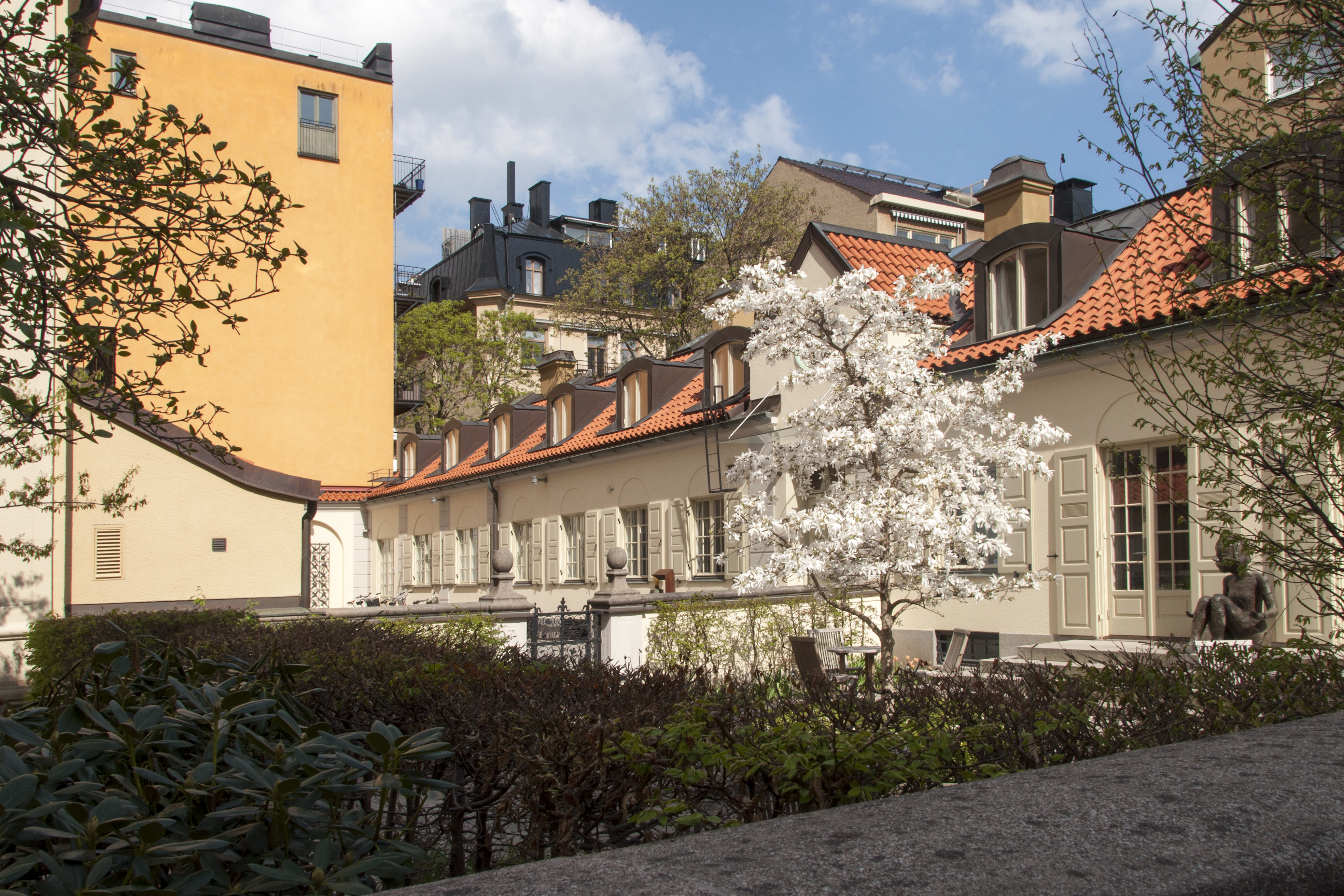
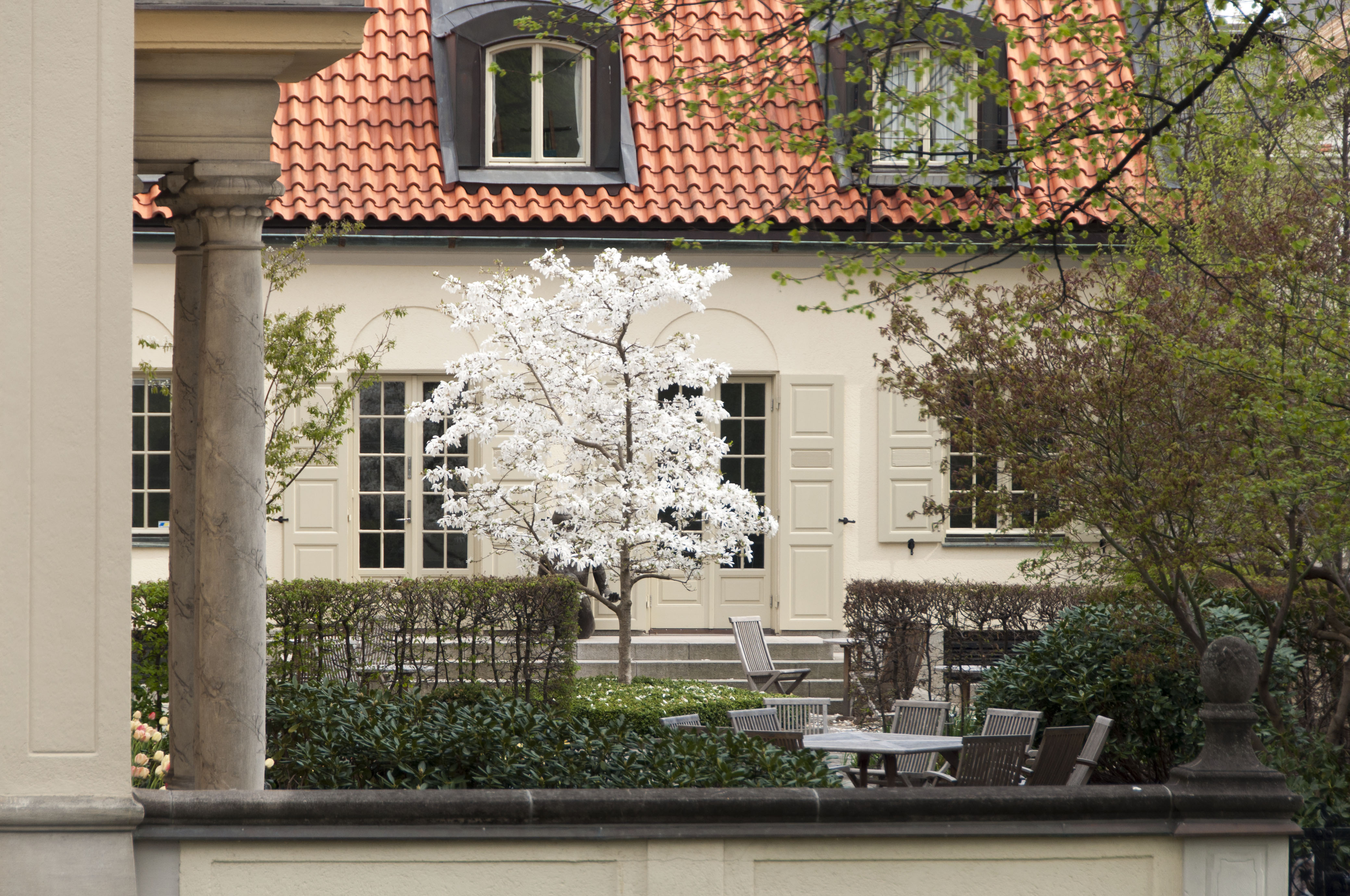
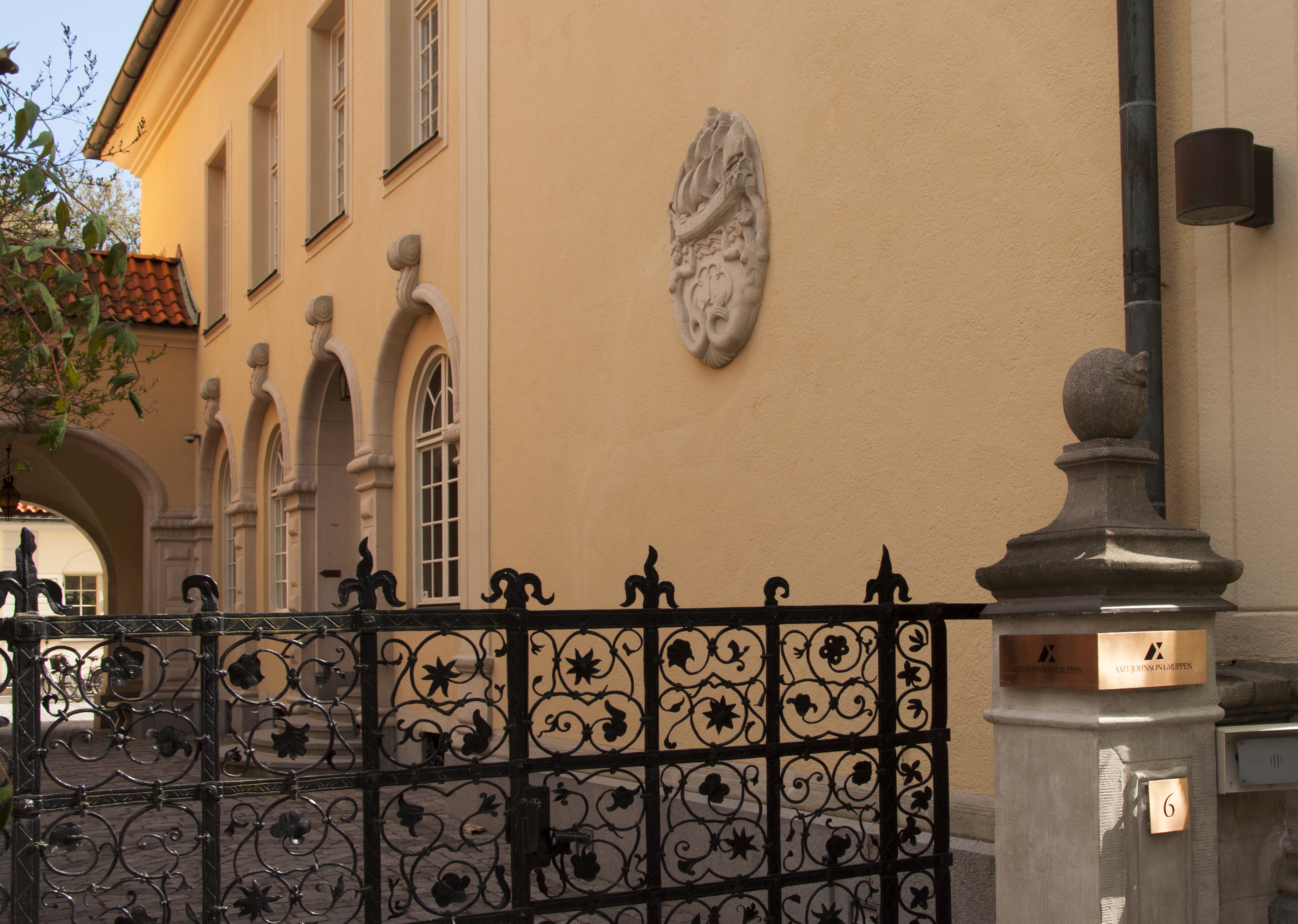